# العلاقات البنينية التشيلية
العلاقات البنينية التشيلية هي العلاقات الثنائية التي تجمع بين بنين وتشيلي.

## مقارنة بين البلدين
هذه مقارنة عامة ومرجعية للدولتين:
| وجه المقارنة                                              | بنين            | تشيلي                         |
| --------------------------------------------------------- | --------------- | ----------------------------- |
| المساحة (كم2)                                             | 114.76 ألف      | 756.10 ألف                    |
| عدد السكان (نسمة)                                         | 11.18 مليون     | 17.37 مليون                   |
| الكثافة السكانية (ن./كم²)                                 | 97.42           | 22.97                         |
| العاصمة                                                   | بورتو نوفو      | سانتياغو                      |
| اللغة الرسمية                                             | لغة فرنسية      | اللغة الإسبانية               |
| العملة                                                    | فرنك غرب أفريقي | بيزو تشيلي، وحدة حساب تشيلية ‏ |
| الناتج المحلي الإجمالي (بليون دولار)                      | 9.27 مليار      | 277.08 مليار                  |
| الناتج المحلي الإجمالي (تعادل القوة الشرائية) بليون دولار | 22.38 مليار     | 419.39 مليار                  |
| الناتج المحلي الإجمالي الاسمي للفرد دولار أمريكي          | 762             | 13.42 ألف                     |
| الناتج المحلي الإجمالي للفرد دولار أمريكي                 | 2.03 ألف        | 22.07 ألف                     |
| مؤشر التنمية البشرية                                      | 0.480           | 0.832                         |
| رمز المكالمات الدولي                                      | +229            | +56                           |
| رمز الإنترنت                                              | .bj             | .cl                           |
| المنطقة الزمنية                                           | ت ع م+01:00     | 00، 00، 00، 00                |

## منظمات دولية مشتركة
يشترك البلدان في عضوية مجموعة من المنظمات الدولية، منها:
| علم المنظمة | اسم المنظمة                               | تاريخ انضمام بنين | تاريخ انضمام تشيلي |
| ----------- | ----------------------------------------- | ----------------- | ------------------ |
|             | وكالة ضمان الاستثمار متعدد الأطراف        | 26 سبتمبر 1994    | 12 أبريل 1988      |
|             | منظمة الشرطة الجنائية الدولية             | ?                 | ?                  |
|             | منظمة حظر الأسلحة الكيميائية              | ?                 | ?                  |
|             | منظمة التجارة العالمية                    | ?                 | ?                  |
|             | الأمم المتحدة                             | 20 سبتمبر 1960    | 24 أكتوبر 1945     |
|             | مؤسسة التمويل الدولية                     | 5 فبراير 1987     | 15 أبريل 1957      |
|             | يونسكو                                    | 18 أكتوبر 1960    | 7 يوليو 1953       |
|             | مؤسسة التنمية الدولية                     | 16 سبتمبر 1963    | 30 ديسمبر 1960     |
|             | البنك الدولي للإنشاء والتعمير             | 10 يوليو 1963     | 31 ديسمبر 1945     |
|             | المركز الدولي لتسوية المنازعات الاستشارية | 14 أكتوبر 1966    | 24 أكتوبر 1991     |
|             | الاتحاد البريدي العالمي                   | ?                 | ?                  |
|             | الاتحاد الدولي للاتصالات                  | 1961              | 1908               |

## وصلات خارجية
- موقع وزارة الخارجية البنينية
- موقع وزارة الخارجية التشيلية